# Posio
Posio je obec ve Finsku ležící na jihu provincie Lappi. Posiem prochází významná silnice E63. V obci žije 4 526 obyvatel. Rozloha obce je 3 541,45 km² (490,46 km² připadá na vodní plochy). Hustota zalidnění je 1,5 obyvatel na km². Jazykem obce je finština.
Nejvíce lidí v Posiu zaměstnává obec sama, hrnčířství Pentik a zemědělství (především produkce mléka).